# Gültstein
Die ehemalige Gemeinde Gültstein ist durch die Gemeindereform in Baden-Württemberg seit 1975 einer von heute acht Stadtteilen Herrenbergs.

## Geographie
Gültstein liegt im oberen Ammertal, rund drei Kilometer südlich bis südöstlich der Herrenberger Kernstadt.

## Geschichte

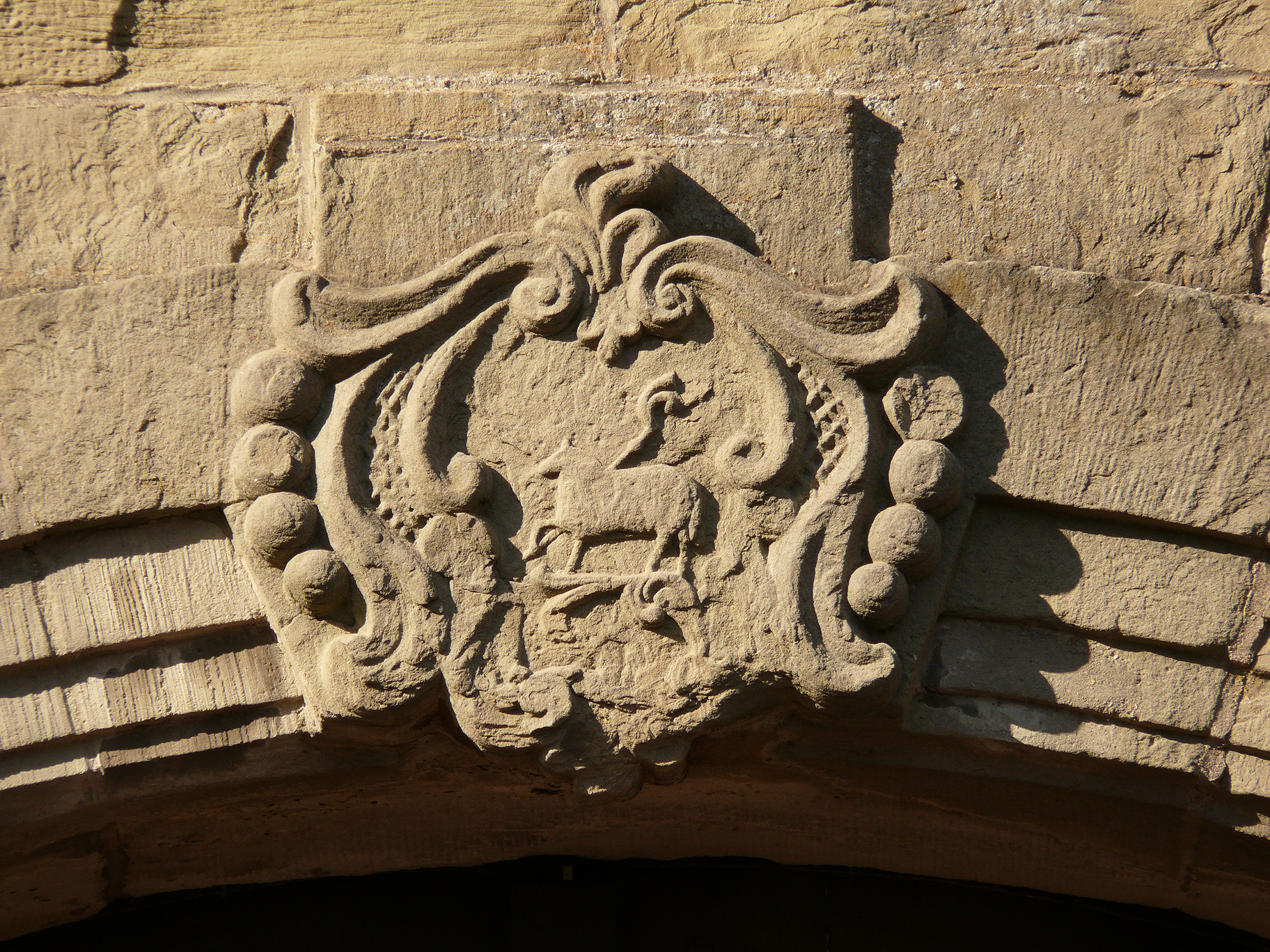
Relief mit Gültsteiner Wappen am Tor zum Vorhof der Peterskirche

Die erste Nennung Gültsteins findet sich 769 in einer Urkunde des Lorscher Codex anlässlich einer Schenkung an das Kloster Lorsch. Der Ort wurde damals Giselstete genannt, später Giselsteten, Gilistan, Gilisten und Gilsten. Man nimmt an, dass der Ort im 6. oder 7. Jahrhundert gegründet wurde. Das Patronatsrecht und der meiste Grundbesitz in Gültstein gehörten lange Zeit dem Kloster Hirsau.
Im 11. Jahrhundert verdrängte wohl der Name einer hochmittelalterlichen Burg Gilistein/Gilstein den eigentlichen Ortsnamen. Abgegangen sind wohl zwei Burgen: Die »obere Burg« und der »Burgstall«. Kloster Hirsau hatte vielleicht schon seit seiner Gründung von den Grafen von Calw Besitz, der sich durch Schenkungen und Tausch seitens der Zähringer, der Grafen von Kirchberg sowie der von Dußlingen und von Salzstetten bedeutend vergrößerte und die Errichtung einer Propstei ermöglichte, die 1299 erwähnt wurde. Von den 1150–1391 erwähnten Ortsadeligen, die oft Machtolf, Konrad, Swigger oder Gottfried der Roller von Gültstein hießen, erwarben die Pfalzgrafen von Tübingen 1302 und 1328 die Burg und einen Anteil am Ort. Mit diesem fiel 1382 auch die Vogtei über den Hirsauer Besitz an Württemberg. Gültstein zählte 1417 zum Oberen Amt des Schönbuchs.
1784 kam es zu einem großen Brand, bei dem fast der ganze Ort vernichtet wurde. Das Ortszentrum wurde danach auf einem rechtwinkeligen Grundriss neu angelegt.
Am 1. Juli 1975 wurde Gültstein nach Herrenberg eingemeindet.
Im Jahr 2019 feierte Gültstein sein 1250-jähriges Jubiläum mit vielen Veranstaltungen und einem mehrtägigen Festwochenende.

## Städtepartnerschaft mit Frankreich

Partnerschaftsbaum in Amplepuis

Am 18. Oktober 1970 wurde die Städtepartnerschaft mit der französischen Kleinstadt Amplepuis in der Region Auvergne-Rhône-Alpes begründet. Seitdem findet regelmäßig ein Austausch mit den Vereinen, Kommunalvertretern und Schulen statt.
Für die 40-jährige Partnerschaft hat der Künstler Lutz Ackermann gemeinsam mit Ludwig Epple aus Gültstein einen Partnerschaftsbaum entworfen, der aus einer zwei Meter hohen Eisenplatte herausgeschnitten wurde. Er dokumentiert die Begegnungen zwischen Amplepuis und Gültstein der vergangenen Jahrzehnte. Je ein Exemplar dieses Partnerschaftsbaumes steht am Rathausplatz in Amplepuis und am Partnerschaftsplatz von Gültstein. 
Das 50-jährige Jubiläum der Städtepartnerschaft mit Amplepuis wurde aufgrund der Corona-Pandemie auf 2023 verschoben. Zu diesem Jubiläum überreichten die Gültsteiner der Partnergemeinde Amplepuis eine Himmelsliege. Diese schenkte der Gemeinde Gültstein als Symbol der langwährenden Freundschaft eine Tischglocke der Glockengießerei Paccard.

## Sehenswürdigkeiten
Sehenswert sind im historischen Ortskern mehrere gut erhaltene Fachwerkhäuser. Darunter ragt das gegenüber der Kirche stehende ehemalige Rathaus hervor, welches 1786 nach dem Ortsbrand neu erbaut wurde und heute als Bezirksamt dient. Der ebenfalls 1786 errichtete, ehemalige Dorfbrunnen aus Sandstein befindet sich heute in einem privaten Garten an der Kreuzung Altinger Straße/Ammerstraße, ist aber sichtbar.

### Peterskirche

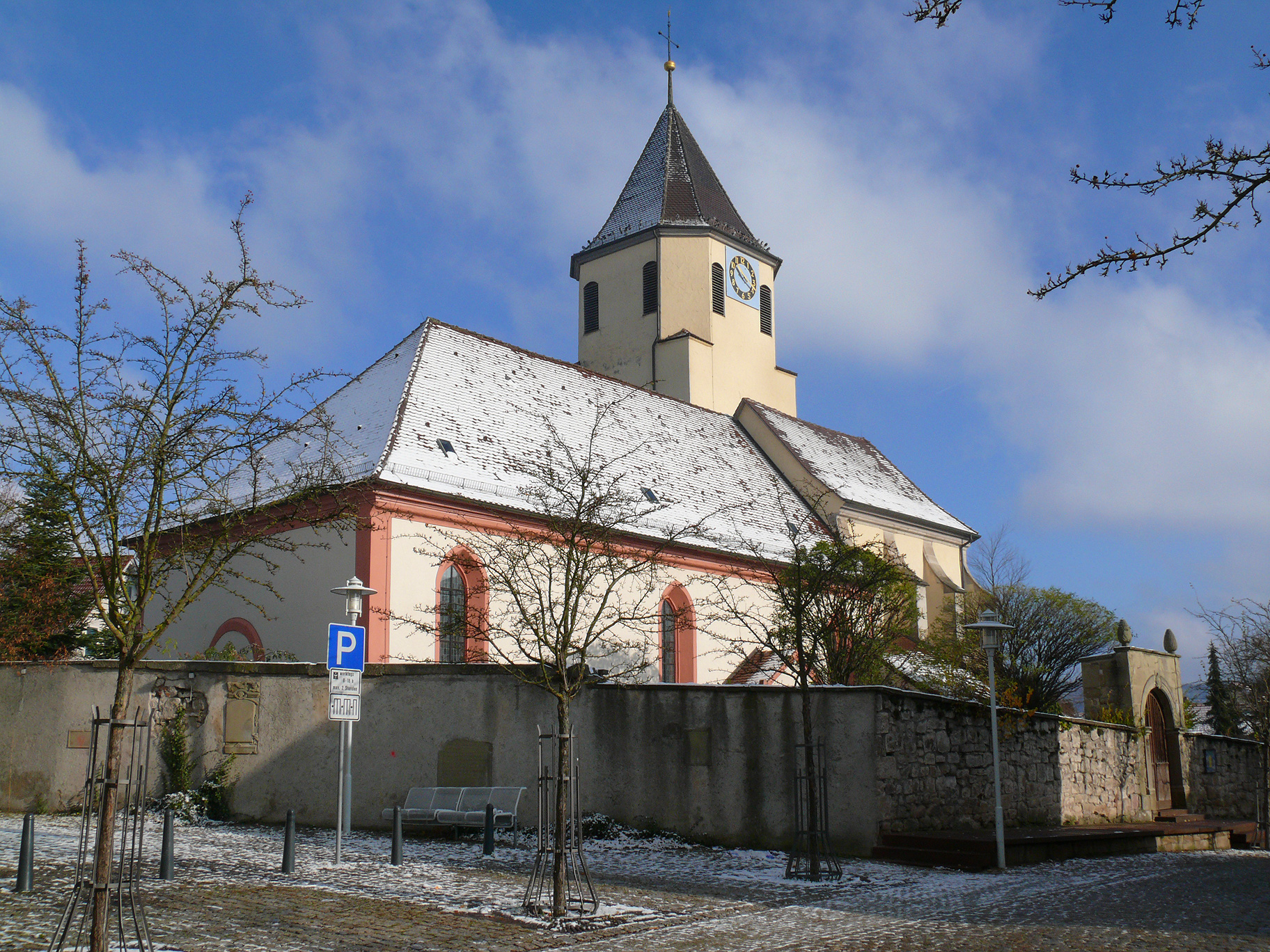
Die Peterskirche im Winter, vom ehemaligen Rathaus her gesehen

Die Peterskirche (auch Petruskirche genannt) bildet das Zentrum des historischen Ortskerns. Ein erster Vorgängerbau entstand wohl schon um 700. Auf dessen Fundamenten wurde die heutige Kirche zunächst als befestigte Wehrkirche erbaut, die von Befestigungen mit Türmen umgeben wurde. Der romanische Kern des Langhauses und das Erdgeschoss des Turmes mit seinem Tonnengewölbe stammen aus dem 12. Jahrhundert; oft wird die Jahreszahl 1091 genannt. Um 1450 bis 1500 wurden der Hauptteil des Langhauses und der Chor im gotischen Stil errichtet. Nach dem Ortsbrand von 1784, der auch die Peterskirche beschädigt hatte, wurden das Südportal und das oktogonale Obergeschoss des Turmes errichtet; zudem wurden große Teile der umgebenden Befestigung abgetragen, so dass heute nur noch eine ca. 2 m hohe umlaufende Mauer erhalten ist, die einen Gartenhof um die Kirche bildet.
Von der Innenausstattung der Kirche sind neben dem bunt bemalten Sterngewölbe des Chores mit schönen Schlusssteinen vor allem das lebensgroße Kruzifix aus dem 16. Jahrhundert, der Taufstein und die wie ein Blütenkelch geformte Kanzel aus dem 18. Jahrhundert sowie die barocke Orgel (1786) beachtenswert. 1985 wurde ein Fenster auf der Südseite nach Entwürfen von Wolf Dieter Kohler gestaltet, welches das Pfingstwunder, den „wunderbaren Fischzug“ sowie das Bekenntnis des Petrus darstellt. Renovierungen der Kirche fanden zuletzt 1985 und 1989/90 statt. 1991 wurde das 900-jährige Bestehen der Kirche gefeiert; derzeit wird eine Restaurierung der Umfassungsmauer geplant.
Auf der Außenseite der Umfassungsmauer sind einige alte Epitaphien eingemauert. Aus der Glockenstube des Kirchturmes hat man einen schönen Blick über den Ortskern und das Umland.

### Schloss Gültstein und Grabkapelle
Der bedeutende Eisenbahningenieur und Unternehmer Otto Kapp von Gültstein (1853–1920) errichtete in den Jahren 1907/1908 auf dem damals 5 ha umfassenden Gelände an der Straße nach Herrenberg (heute Schlossstraße) eine Villa mit separatem Pförtnerhäuschen, die als Schloss Gültstein oder Schlösschen Gültstein bezeichnet wird. Beide Gebäudeteile sind im Stil des Historismus gehalten und bedienen sich überwiegend romanischer Architekturelemente; der äußere Erhaltungszustand ist gut. Das Schloss wurde später erweitert und in ein Erholungsheim umgewandelt; heute beherbergt es ein Tagungszentrum des KVJS. Die Villa wird von einem weitläufigen Park mit schönem alten Baumbestand, Teichen und Freizeitanlagen umgeben.
Auf dem alten Friedhof ist das ebenfalls 1908 erbaute, achteckige Mausoleum im neuromanischen Stil der Familie Kapp von Gültstein bemerkenswert; Otto Kapp hatte es hier direkt an der Eisenbahntrasse Herrenberg–Tübingen errichten lassen und fand darin nach seinem Tod am 19. Oktober 1920 die letzte Ruhe, ebenso wie seine Frau und sein Sohn, die bereits vor ihm gestorben waren.

## Wirtschaft und Infrastruktur

### Wirtschaft
- Seit 1125 gibt es im Ort eine Mühle, diese ist seit über 200 Jahren im Besitz der Familie Unsöld.
- 1965 wurde der erste Industriebetrieb eröffnet; in den nachfolgenden Jahren kam es zu einer Ansiedlung weiterer zum Teil namhafter Unternehmen, v. a. der Firma Saint-Gobain Rigips.

### Verkehr
Gültstein liegt an der Ammertalbahn, die Gültstein werktags jede halbe Stunde, am Wochenende jede Stunde mit Herrenberg bzw. Tübingen verbindet. Auch die dieselben Städte verbindende B 28 ist nur wenige hundert Meter von Gültstein entfernt, ebenso die A 81, deren Ausfahrt Herrenberg fast direkt bei Gültstein liegt.

## Persönlichkeiten

### Bürgermeister
- Hugo Maier, Schultheiß von 1926 bis 1945 (ab 1930 Bürgermeister)
- Otto Unsöld von 1945 bis 1949
- Hugo Maier von 1949 bis 1953 (wie oben)
- Gottlob Wohlbold von 1953 bis 1971
- Rainer Schnaithmann von 1971 bis 30. Juni 1975

### Ehrenbürger
- Otto Kapp von Gültstein (* 1. August 1853 in Rottenburg am Neckar; † 19. Oktober 1920 in Gültstein), ab 1913 Ehrenbürger von Gültstein

### Söhne und Töchter der Gemeinde
- Gottfried der Roller von Gültstein (* um 1280; † vor 1346), Ritter in Gültstein
- Machtolf von Gültstein (um 1343), Ortsadeliger und Ritter in Gültstein
- Jakob Weimer (1887–1944), Landtags- und Reichstagsabgeordneter

## Kultur und Freizeit
- Turnverein Gültstein